# کریتیکال مس

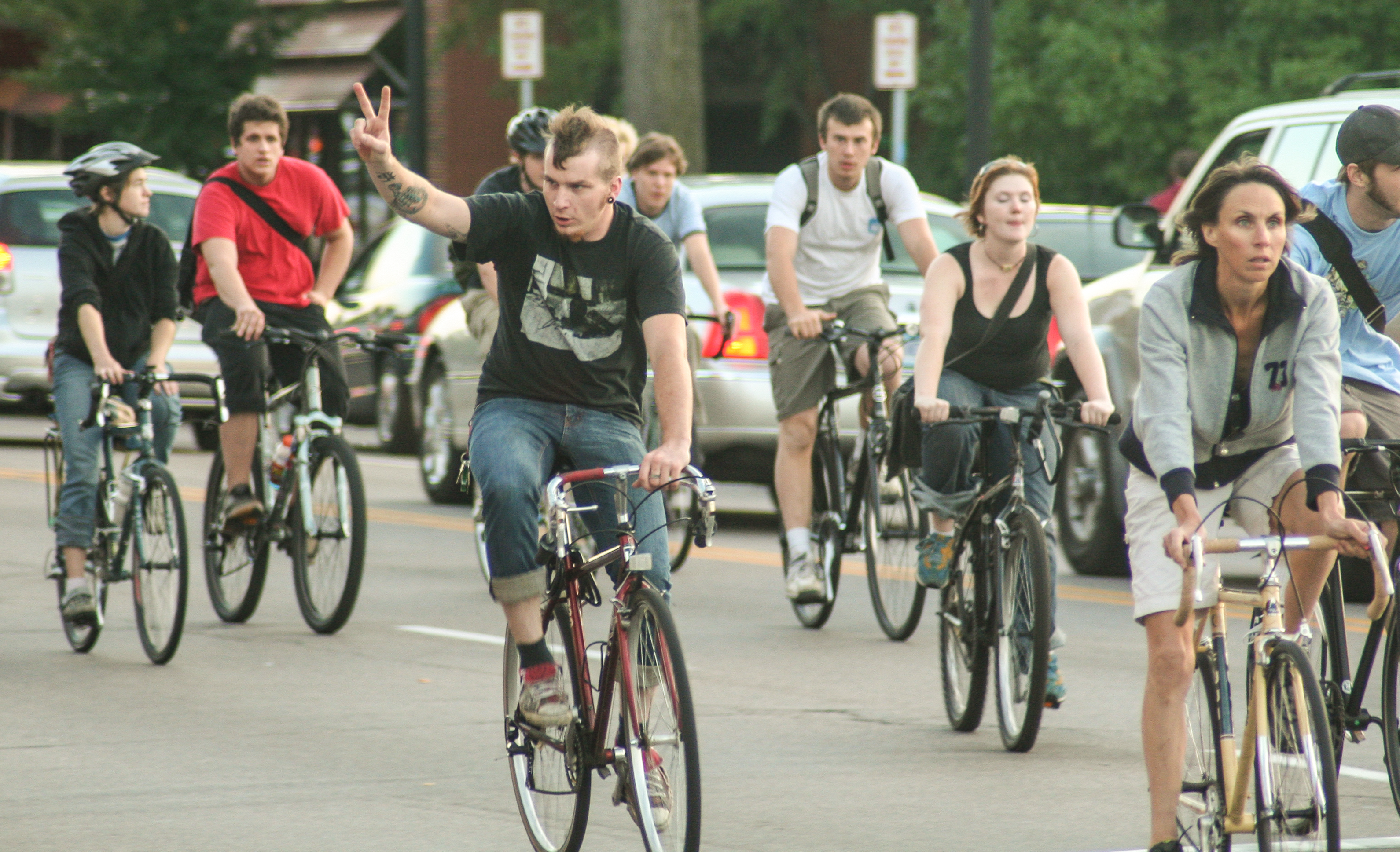
کریتیکال مس

کریتیکال مس (به انگلیسی: Critical Mass) (با معنی لغوی جرم بحرانی) نام یک رویداد دوچرخه‌سواری است که در جمعه هر ماه در بیش از ۳۰۰ شهر جهان برگزار می‌شود.
با وجود آن‌ که برگزاری این برنامه دوچرخه‌سواری همگانی در اصل در سال ۱۹۹۲ در سان فرانسیسکو  به منظور جلب  توجه مسئولان به موضوع نامناسب بودن فضای شهری برای دوچرخه‌سواری آغاز شد ولی در رویدادهای بعدی اهداف متفاوتی مد نظر دوچرخه‌سواران قرار گرفت. کریتیکال مس با عنوان یک «اعتراض سیاسی ماهیانه دوچرخه‌سوارانه» توصیف می‌شود که خود بخشی از یک جنبش اجتماعی بزرگ‌تر است. این رویداد را همچنین «گردهمایی اعتراضی ماهیانه دوچرخه سواران اشغال کننده خیابان» نیز نامیده‌اند. با این حال گروهی از شرکت‌کنندگان بر این باورند که کریتیکال مس تنها باید به عنوان یک جشن و یک اجتماع خودانگیخته و نه یک حرکت اعتراضی سازمان یافته معرفی شود. این توصیف از کریتیکال مس می‌تواند این رویداد را در جایگاهی قانونی بدون جلب توجه پلیس محلی قرار دهد. به‌طور کلی اهداف کریتیکال مس عبارتند از ملاقات گروه بزرگی از مردم دوچرخه‌سوار در زمان و مکان مشخص در خیابان‌های شهر و همچنین دوچرخه‌سواری دسته‌جمعی در یک مسافت. کریتیکال مس مدیر، مسئول و عضو ندارد و انتخاب مسیرهای خیلی از آن‌ها هم به‌طور خودجوش و در محل تصمیم گرفته می‌شود.

## ساختار و تاکتیک‌ها

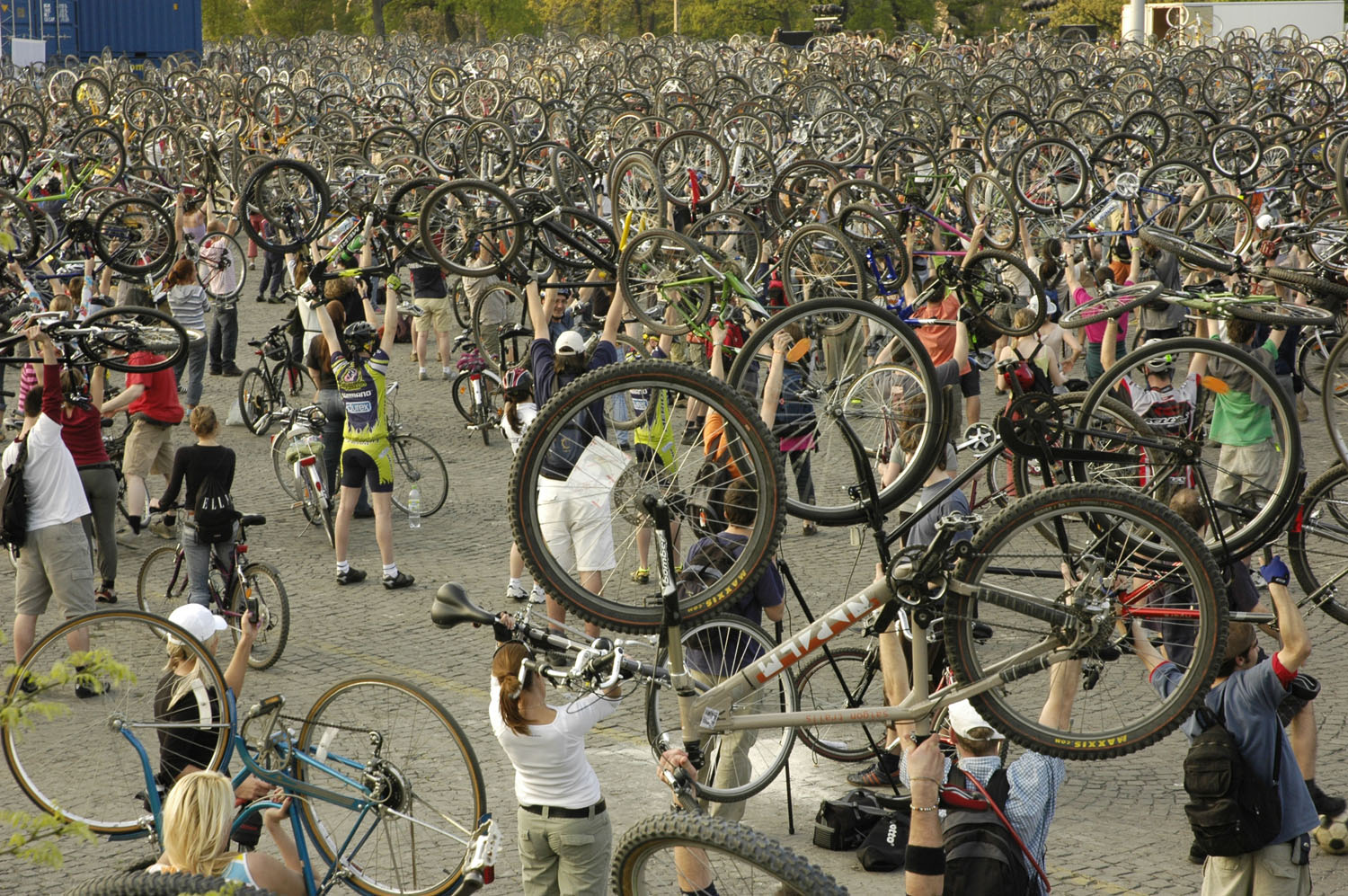
کریتیکال مس

کریتیکال مس ساختاری غیر متمرکز (فاقد سلسله مراتب) دارد. در بعضی موارد کریتیکال مس را تصادف سازمان‌یافته بدون هدایت یا عضویت معرفی می‌کنند. مسیر دوچرخه‌سواری در خیلی از موارد به‌طور خودجوش به وسیله شخصی تعیین می‌شود که در صف اول رکاب زنندگان قرار می‌گیرد. در حالی که پیش تر مسیرهای پیشنهادی به رای گذاشته شده و در قالب یک آگهی فتوکپی شده در اختیار دوچرخه سواران قرار داده شده‌است. اصطلاح زروکراسی(xerocracy)برای توصیف فرایندی ابداع شده‌است که طی آن مسیر حرکت در کریتیکال مس به تصمیم گذاشته می‌شود: هر کس  که نظری داشته باشد نقشه خود را می‌کشد و آن را در بین شرکت‌کنندگان تقسیم می‌کند. مسیر حرکت بر مبنای اجماع نظرات تعیین می‌شود.این شکل غیر سازمان‌یافته به شرکت‌کنندگان اجازه می‌دهد تا از تعقیب احتمالی  و خطر بازداشت از سوی مقاماتی که این حرکت را نوعی اجتماع غیرقانونی می‌دانند جلوگیری کند. علاوه بر این ، کریتیکال مس فاقد هزینه‌هایی است که در گردهمایی‌های سازمان‌یافته با ساختار سلسله مراتبی باید پرداخت شود. کریتیکال مس فقط به خروجی‌های متعدد در مسیر نیاز دارد تا شرکت‌کنندگان بتوانند به صورت متراکم فضا را از دست وسایل نقلیه موتوری درآورند  و آن را اشغال کنند.